# ان‌جی‌سی ۲۳۴۶
ان‌جی‌سی ۲۳۴۶ (انگلیسی: NGC 2346) یک سحابی سیاره‌نما در نزدیکی استوای سماوی در صورت فلکی تک‌شاخ است، کمتر از یک درجه نسبت به ESE Delta Monocerotis. به‌طور غیررسمی به سحابی پروانه معروف است. سحابی با اندازه دید ۶٫۶ درخشان و مشهود است و به‌طور گسترده مورد بررسی قرار گرفته‌است.